# Mangku Rajo
Mangku Rajo is een bestuurslaag in het regentschap Lebong van de provincie Bengkulu, Indonesië. Mangku Rajo telt 1274 inwoners (volkstelling 2010).